# Theta Draconis
Désignations
Theta Draconis (θ Dra / θ Draconis) est une étoile binaire de la constellation circumpolaire boréale du Dragon. Sa magnitude apparente combinée est de 4,01. Les mesures de parallaxe la situent à une distance estimée à ∼ 68,6 a.l. (∼ 21 pc) de la Terre.

## Propriétés
Theta Draconis est une binaire spectroscopique dont les deux étoiles complètent une orbite proche selon une période de 3,07 jours et avec une excentricité de 0,04. Sa composante visible est une étoile jaune-blanc de la séquence principale de type spectral F9 V. Elle est 21 % plus massive que le Soleil et a un rayon 2,5 supérieur à celui du Soleil. Elle est 8,7 fois lumineuse que celui-ci et son atmosphère externe a une température effective de 6 290 K.

## Nom chinois
En chinois, 紫微左垣 (Zǐ Wēi Zuǒ Yuán), signifiant Mur gauche du palais pourpre interdit, fait référence à un astérisme constitué de θ Draconis, ι Draconis, η Draconis, ζ Draconis, υ Draconis, 73 Draconis, γ Cephei et 23 Cassiopeiae. Par conséquent, θ Draconis elle-même est appelée 紫微左垣二 (Zǐ Wēi Zuǒ Yuán èr, la deuxième [étoile] du mur gauche du palais pourpre interdit), représentant 上宰 (Shǎngzǎi), qui signifie le premier Premier. 上宰 (Shǎngzǎi) a été occidentalisé en Shang Tsae par R.H. Allen avec la signification "le petit serveur" mais attribué à η Dra (Aldibain).